# Enrico Careri
Enrico Careri (Roma, 25 maggio 1960) è un musicologo e scrittore italiano.

## Biografia
Insegna musicologia all'Università Federico II di Napoli, dove è professore ordinario, ed è membro del collegio dei docenti del dottorato di ricerca in Storia e analisi delle culture musicali presso l'Università La Sapienza di Roma. Dal 2010 è direttore scientifico del Centro Studi Canzone Napoletana di cui è fondatore. È membro del comitato scientifico della Rivista Italiana di Musicologia, del Centro Studi Luigi Boccherini e della commissione scientifica per l'edizione critica delle opere di Giovanni Battista Pergolesi. Ha collaborato con l'Istituto Italiano Antonio Vivaldi all'edizione critica dei melodrammi vivaldiani e con Christopher Hogwood all'edizione critica delle opere di Francesco Geminiani.
Per la narrativa ha pubblicato una raccolta di racconti e diversi romanzi, la cui scrittura è caratterizzata da sperimentazione linguistica e da strutture metanarrative.
In ambito musicologico ha pubblicato libri e articoli sulla musica italiana del '700, tra cui una monografia su Francesco Geminiani (Oxford University Press, 1993), saggi sull'uso espressivo del silenzio e nel 2019 il libro Sulla genesi della creazione artistica. Una prospettiva musicale.

## Narrativa
Caratteristica comune dei romanzi dell’autore è la difficoltà se non impossibilità di riassumere l’intreccio. La metanarrazione concorre a una costruzione delle vicende in cui coesistono reale e surreale. I personaggi, soggetti talvolta a sovrapposizione di ruoli, si prestano a dialoghi illogici da cui emerge una ricercatezza di sperimentazioni linguistiche volte per lo più a fini umoristici. L’autore giunge così a forme di ironia leggera attraverso le quali sembra voler smontare stereotipi e luoghi comuni della cultura occidentale contemporanea. Il lavoro dell’autore muove da una concezione della letteratura come arte esperienziale: il fruitore è chiamato ad accostarsi alle pagine dei romanzi attraverso una lettura totalmente immersiva, condizionata dal ricorso a tecniche di composizione estranee alla narrativa. Per la stesura, talvolta, l’autore adotta l’organizzazione formale della polifonia musicale per strutturare un romanzo meta-narrativo. In altre narrazioni si assiste invece al ricorso a tecniche di giustapposizione tipiche dell’arte pittorica, come le raccolte di brevi racconti in cui si assiste alla rappresentazione caleidoscopica di una pluralità di situazioni dalle quali emergono i più disparati personaggi, dettagliatamente descritti nelle proprie specifiche caratteristiche.
I suoi scritti trovano ampio riscontro nella critica, che gli riconosce come caratteristica predominante una scrittura «intelligente, leggera, ironica, capace di coniugare un registro raffinato e colmo di citazioni e divertissement retorico-linguistici, con un altro che fa il verso alla lingua dei film di terz’ordine o dei rotocalchi popolari».

## Principali pubblicazioni di musicologia
- 1987 – Catalogo dei manoscritti musicali dell'Archivio generale delle Scuole pie a San Pantaleo, Roma, Torre d'Orfeo, 1987. ISBN 978-88-85147-14-0
- 1993 – Francesco Geminiani (1687-1762), Oxford, Oxford University Press, 1993. ISBN 978-01-98163-00-8
- 1996 – Francesco Geminiani, The inchanted forrest-La foresta incantata. Partitura e parti, Lucca, LIM, 1996. ISBN 978-88-70961-42-3
- 1998 – Catalogo del Fondo musicale Chiti-Corsini della Biblioteca corsiniana di Roma, Roma, Accademia Nazionale dei Lincei, 1998. ISBN 978-88-21804-59-5
- 1999 – Francesco Geminiani, ed. italiana, Lucca, LIM, 1999. ISBN 88-7096-267-9
- 2001 – Francesco Antonio Bonporti, Sonate da camera per due violini e basso continuo opera quarta (1703), ed. critica Trento, Società filarmonica di Trento, 2001.
- 2002 – Francesco Antonio Bonporti, Sonate da camera a due violini, violone o cembalo opera sesta (1705), ed. critica, Trento, Società filarmonica di Trento, 2002.
- 2006 – Beni musicali, musica, musicologia, Lucca, LIM, 2006. ISBN 978-88-70963-10-6
- 2008 – Dopo l'opera quinta. Studi sulla musica italiana del 18º secolo, Lucca, LIM, 2008. ISBN 978-88-70965-37-7
- 2014 – Studi su esecuzione e interpretazione. Vivaldi, Schubert, E.A. Mario, Lucca, LIM, 2014. ISBN 978-88-70967-71-5
- 2016 – Francesco Geminiani, "The Enchanted Forest", ed. critica, Bologna, Ut Orpheus, 2016. ISBN 979-0-2153-2438-1
- 2019 – Sulla genesi della creazione artistica. Una prospettiva musicale, Lucca, LIM, 2019. ISBN 978-88-55430-02-9
- 2023 – Francesco Geminiani. The Art of Playing on the Violin. Il manoscritto di Lucca, Lucca, LIM, 2023. ISBN 978-88-55433-57-0

## Opere di narrativa
- 2013 – Manuelito se ne va, Angri, Zibaldoni e altre meraviglie, 2013. ISBN 978-88-98297-03-0
- 2013 – Adesso altre pecore, Napoli, ad est dell'equatore, 2013. ISBN 978-88-95797-52-6
- 2015 – Piccoli ciclopi e altri sogni, Napoli, ad est dell'equatore, 2015. ISBN 978-88-95797-89-2
- 2017 – Antica natica, Napoli, ad est dell'equatore, 2017. ISBN 978-88-99381-34-9
- 2022 – Zachaaar!, Roma, Europa Edizioni, 2022. ISBN 979-12-201-2081-4